# Marija Kastiljska
Marija Kastiljska (Segovia, Kruna Kastilje, 14. rujna 1401. – Valencia, Kraljevina Valencija, 4. rujna 1458.) bila je princeza Asturije te aragonska i napuljska kraljica supruga. Njezin je suprug bio Alfons V. Aragonski, tijekom čije je odsutnosti Marija djelovala kao regentica.

## Princeza Asturije
Marija je bila najstarije dijete kralja Henrika III. Kastiljskog i Katarine Lankasterske te je 1402. postala princeza Asturije. Smatra se da je Marija imala sretno djetinjstvo; bila je vrlo bliska s majkom.

## Brak
U katedrali u Valenciji, dana 12. lipnja 1415. godine, protupapa Benedikt XIII. vjenčao je Mariju i Alfonsa; Benedikt je dozvolio brak. Marija je sa sobom donijela „velik miraz“, koji je možda bio najveći miraz kastiljske infante ikada. Par nije imao djece; Marija je možda imala epilepsiju. To što Marija nije rodila djecu obilježilo je brak i učinilo supruga nezadovoljnim – brak je bio viđen kao politički sporazum.
Marija je brakom bila aragonska i napuljska kraljica.

## Naslovi
Marija, kraljica Aragonije, Mallorce, Valencije, Sicilije i Napulja